# Az üldözött (film, 1939)
Az üldözött (eredeti címe: They Made Me a Criminal) 1939-ben bemutatott fekete–fehér amerikai bűnügyi film, rendezője Busby Berkeley.
Magyarországon a filmet 1940. január 3-án mutatták be.

## Cselekménye
Johnnie Bradfield az ökölvívás könnyűsúlyú világbajnoka lesz. A győzelmére rendezett mulatságon meg akar ütni egy zsaroló újságírót, de részegen elesik és elalszik a padlón. Menedzsere leüti a riportert, majd elmenekül. Amikor Johnnie magához térve meglátja a halottat, megijed és eltűnik New Yorkból. A rendőrség persze őt gyanúsítja a gyilkossággal. Közben a menedzser és barátnője autóbalesetet szenved, bennégnek a kocsiban. A férfi karján megtalálják Johnnie óráját, ezért a rendőrség azt hiszi, hogy ő halt meg a balesetben.  
Johnnie egy arizonai farmon bújik meg, ahol javítóintézetből kihelyezett fiatalkorúak dolgoznak, és beleszeret egyikük nővérébe, Peggybe. Monty Phelan nyomozó kideríti, hogy az autóban nem Johnnie égett meg, és hogy nem ő a gyilkos. Miután kiderült az igazság, nincs már akadálya, hogy Arizonába visszatérve Johnnie megkérje szerelme kezét. 

## Főbb szereplők
- John Garfield – Johnny Bradfield
- Gloria Dickson – Peggy
- Claude Rains – Monty Phelan nyomozó
- Ann Sheridan – Goldie
- May Robson – Grandma Rafferty
- Ward Bond – Lenihan
- William B. Davidson – Seriff

## További információ
- Az üldözött a PORT.hu-n (magyarul)
- Az üldözött az Internet Movie Database-ben (angolul)
- Az üldözött a Rotten Tomatoeson (angolul)
- Az üldözött a Box Office Mojón (angolul)